# イ・ミンジョン
イ・ミンジョン（이민정、1982年2月16日 - ）は、韓国の女優。
2013年の8月に俳優のイ・ビョンホンと結婚。2015年3月31日、ソウルの病院にて第1子（男児）を出産。
2023年8月、第2子妊娠を発表。

## 出演作品

### テレビドラマ
- 愛・共感（2005年、SBS） - キム・ヨンジュ役
- 妻の復讐～騙されて棄てられて～（2006年-2007年、MBC） - ハ・ジョンファ役
- カクテキ～幸せのかくし味～（2007年8月18日 - 2008年1月27日、MBC） - イ・ミンド役
- どなたですか？（2008年3月3日 - 5月1日、MBC） - ヤン・ジスク役
- 花より男子～Boys Over Flowers 第13話 - 第23話（2009年2月16日 - 3月23日、KBS2） - ハ・ジェギョン役
- あなた、笑って（2009年9月26日 - 2010年3月7日、SBS） - 主演：ソ・ジョンイン役
- マイダス（2011年、SBS） - イ・ジョンヨン役
- ビッグ 〜愛は奇跡〜（2012年6月24日 -  7月24日、KBS2） - ヒロイン：キル･ダラン役
- 私の恋愛のすべて（2013年4月4日 - 5月29日、SBS） - 主演：ノ・ミニョン役
- ずる賢いバツイチの恋（2014年2月27日 -  4月24日、MBC） - ヒロイン：ナ・エラ役
- 帰ってきて ダーリン!（2016年2月14日 - 4月15日、SBS） - シン・ダヘ役
- 偽りのフィアンセ（2018年12月1日 - 2019年2月9日、SBS） - ヒロイン：ク・ヘラ役
- 一度行ってきました（2020年3月28日 - 9月13日、KBS2） - 主演：ソン・ナヒ役

### 映画
- 葡萄の木を切れ（2007年） - ユン・スンア役
- ペントハウス・エレファント（2009年） - チェ・スヨン役
- 白夜行-白い闇の中を歩く-（2009年） - イ・シヨン役
- シラノ恋愛操作団（2010年） - キム・ヒジュン役
- ワンダフル・ラジオ（2012年） - シン・ジナ役
- スイッチ 人生最高の贈り物（2023年） - スヒョン役

### ミュージックビデオ
- コ・ヨンウク<君を守ってあげるよ>（1998年）
- Fly to the Sky<男らしく>（2005年）
- Zia(ジア)<恋しい>（2007年）
- Zia(ジア)<人形>（2007年）
- December<女は悪い男が好き>（2009年）

## 音楽
- イ・ミンジョン「Again」（2011年)
- イ・ミンジョン「So Bitter」（2011年)
- イ・ミンジョン&ソヨン（朝: 서영）&アン・ミナ（朝: 안미나）「You're My Angel」（2011年)